# Sulcus intermammarius

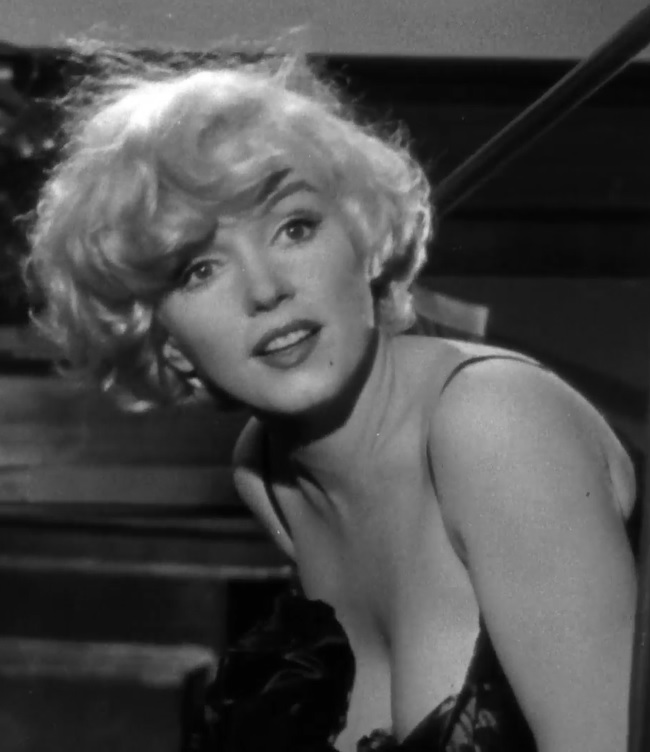
Marilyn Monroe visar "klyftan" i I hetaste laget.

Sulcus intermammarius är en anatomisk term för området mellan de kvinnliga bröstkörtlarna. 
Termen antogs officiellt för användning inom den humana anatomin den 27 augusti 1997 av IFAA (International Federation of Associations of Anatomists). I den internationella medicinska litteraturen används ofta den anglifierade termen intermammary sulcus eller intermammary cleft. Med termen avses området mellan brösten exklusive brösten.
Den vardagliga svenska termen klyfta (engelska cleavage) avser vanligen området mellan brösten inklusive de inre sidorna av brösten, särskilt i samband med ett djupt dekolletage.

## Funktion
Den brittiska zoologen och etologen Desmond Morris har fört fram teorin att klyftan mellan brösten är en sexuell signal som imiterar klyftan mellan kvinnors skinkor. De två klyftorna har en likheter och båda tycks vara en stark sexuell signal.
Till skillnad från andra primater skyms kvinnors skinkor och genitalier av människans upprätta hållning, samtidigt som kvinnobrösten kommit att förstoras avsevärt i evolutionen. Detta är grund för hypotesen om en evolutionär förändring där parning, beredskap och attraktionskraft hos kvinnor har flyttats från skinkornas klyfta till bröstens.
Evolutionspsykologer har fört fram teorin att människors permanent förstorade bröst, i motsats till andra primaters bröst, som bara förstoras under ägglossningen, tillåter kvinnor att påkalla manlig uppmärksamhet även när de inte är fertila. Men Morris konstaterar att under de senaste åren har det funnits en trend mot denna teori.